# Gasen, Steiermark
Gasen  är en ort och kommun i distriktet Weiz i förbundslandet Steiermark i Österrike.
Kommunen består av fyra orter (Ortschaften) (inom parentes invånarantal 1 januari 2024):
- Amassegg (184)
- Gasen (135)
- Mitterbach (120)
- Sonnleitberg (415)